# Khaled Adénon
Abdoul Khaled Akiola Adénon (ur. 28 lipca 1985) – beniński piłkarz grający na pozycji obrońcy.

## Kariera klubowa
Karierę piłkarską Adénon rozpoczął w klubie z Wybrzeża Kości Słoniowej, ASEC Mimosas. W 2005 roku zadebiutował w jego barwach w pierwszej lidze Wybrzeża Kości Słoniowej. Za czasów gry w ASEC dwukrotnie wywalczył mistrzostwo kraju w latach 2005 i 2006 oraz dwukrotnie zdobył Puchar Wybrzeża Kości Słoniowej w latach 2005 i 2007.
W 2007 roku Adénon wyjechał do Francji i został piłkarzem Le Mans Union Club 72. Pierwszy sezon spędził w rezerwach Le Mans i grał w czwartej lidze. W 2008 roku został włączony do kadry pierwszego zespołu i 19 października 2008 zadebiutował w Ligue 1 w wygranym 2:0 domowym meczu z AS Nancy. W sezonie 2008/2009 rozegrał 5 meczów w pierwszej lidze.
W 2009 roku Benińczyk przeszedł z Le Mans na wypożyczenie do drugoligowej Bastii. Zadebiutował w niej 7 sierpnia 2009 w spotkaniu z FC Istres (0:1). W Bastii spędził sezon 2009/2010, po czym wrócił do Le Mans, które w międzyczasie spadło do Ligue 2. Jego zawodnikiem był do 2013 roku. Następnie był graczem Luçon FC, a w 2015 roku przeszedł do Amiens SC, z którym w ciągu dwóch lat awansował z Championnat National do Ligue 1.
W 2019 podpisał kontrakt z saudyjskim klubem Al-Wehda. W 2020 wrócił do Francji, dołączając do 3-ligowego zespołu US Avranches.
| Sezon   | Klub         | Kraj                     | Rozgrywki            | Mecze | Bramki | Rozgrywki Europy | Mecze | Bramki |
| ------- | ------------ | ------------------------ | -------------------- | ----- | ------ | ---------------- | ----- | ------ |
| 2005    | ASEC Mimosas | Wybrzeże Kości Słoniowej | Ligue 1 MTN          | 14    | 0      | –                | –     | –      |
| 2006    | ASEC Mimosas | Wybrzeże Kości Słoniowej | Ligue 1 MTN          | 15    | 0      | –                | –     | –      |
| 2007    | ASEC Mimosas | Wybrzeże Kości Słoniowej | Ligue 1 MTN          | 7     | 0      | –                | –     | –      |
| 2007/08 | Le Mans FC B | Francja                  | CFA                  | 9     | 0      | –                | –     | –      |
| 2008/09 | Le Mans FC B | Francja                  | CFA                  | 8     | 0      | –                | –     | –      |
| 2008/09 | Le Mans FC   | Francja                  | Ligue 1              | 5     | 0      | –                | –     | –      |
| 2009/10 | SC Bastia    | Francja                  | Ligue 2              | 28    | 1      | –                | –     | –      |
| 2010/11 | Le Mans FC   | Francja                  | Ligue 2              | 31    | 2      | –                | –     | –      |
| 2011/12 | Le Mans FC   | Francja                  | Ligue 2              | 30    | 0      | –                | –     | –      |
| 2012/13 | Le Mans FC   | Francja                  | Ligue 2              | 2     | 0      | –                | –     | –      |
| 2014/15 | Luçon FC     | Francja                  | Championnat National | 30    | 1      | –                | –     | –      |
| 2015/16 | Amiens SC    | Francja                  | Championnat National | 27    | 4      | –                | –     | –      |
| 2016/17 | Amiens SC    | Francja                  | Ligue 2              | 36    | 0      | –                | –     | –      |
| 2017/18 | Amiens SC    | Francja                  | Ligue 1              | 34    | 0      | –                | –     | –      |
| 2018/19 | Amiens SC    | Francja                  | Ligue 1              |       |        | –                | –     | –      |

## Kariera reprezentacyjna
W reprezentacji Beninu Adénon zadebiutował w 2006 roku. W 2008 roku był podstawowym zawodnikiem Beninu w Pucharze Narodów Afryki 2008 i zagrał na nim w 3 spotkaniach: z Mali (0:1), z Wybrzeżem Kości Słoniowej (1:4) i z Nigerią (0:2). W 2010 roku w Pucharze Narodów Afryki 2010 także grał w podstawowym składzie i wystąpił w 3 meczach: z Mozambikiem (2:2), Nigerią (0:1) i z Egiptem (0:2).